# Corticarina hierroensis
Corticarina hierroensis is een keversoort uit de familie schimmelkevers (Latridiidae). De wetenschappelijke naam van de soort is voor het eerst geldig gepubliceerd in door Johnson.